# Windows Media Player
O Media Player (anteriormente chamado Windows Media Player) é um programa reprodutor de multimédia, ou seja, áudio e vídeo em computadores pessoais. Produzido pela Microsoft, está disponível gratuitamente para o Microsoft Windows, além de outras plataformas, como, Pocket PC, e Mac OS, mas estes com menos recursos do que a versão para Windows oferece, além de menor frequência de lançamento de novas versões e suporte a uma quantidade menor de tipos de arquivo.
Ele substituiu um antigo programa chamado apenas de Media Player, adicionando recursos além da simples reprodução de áudio. Estas incluem a habilidade de poder gravar músicas em um CD, sincronizar conteúdo com um leitor de áudio digital (MP3 player) e permitir aos usuários a compra de músicas de lojas de música online. Compete com outros programas freeware como o RealPlayer da RealNetworks, o Winamp da Nullsoft e o QuickTime e iTunes da Apple Inc..
O Windows Media Player vem acoplado ao sistema operacional Windows. Apesar disso, as versões mais novas do leitor necessitam também de versões mais novas do sistema operacional, como por exemplo a versão 11 do WMP que só funciona no Windows XP Service Pack 2 e no Windows Vista.
Em março de 2004, a Comissão Europeia multou a Microsoft em €497 milhões por ela ter desrespeitado uma lei da União Europeia, alegando que ao distribuir o Windows XP com o Media Player instalado ela estaria ampliando seu monopólio e assim desrespeitando a lei da competição daquela união. E assim ela teve que distribuir uma versão do Windows XP sem o Media Player, o Windows XP Reduced Media Edition.

## Windows Media Player 11
O Windows Media Player 11 é a 11.ª edição estável do tocador de mídia da Microsoft, que vêm incluso por padrão no Windows Vista e tem versão disponível para usuários (utilizadores) de Windows XP Service Pack 2 ou mais recentes como transferência (ou download).
Sua primeira aparição ocorreu em Fevereiro de 2006, época quando o Windows Vista estava no estágio de desenvolvimento (beta 2), na compilação (build) 5308.
Ele foi disponibilizado oficialmente em 31 de Outubro de 2006 para os sistemas operacionais Windows Vista (incluso por padrão no mesmo) e Windows XP com Service Pack 2 ou mais recente.
Suas novidades é o novo gerenciador de biblioteca, menor opções de visualização, novo desenho de interface, novo esquemas de cores (Preto com botões azuis para Windows XP; Transparente com botões pretos para Windows Vista), ícones seguindo os padrões visuais do Windows Vista, mais opções de formatos para cópia de faixas do CD para o computador. A versão americana do Windows Media Player pode acessar a loja virtual URGE para ter acesso ao conteúdo da MTV e mais duas provedores de mídia americanas.
Porém, com aumento da pirataria, a Microsoft preocupou-se com tal fato e desenvolveu uma tecnologia antipirataria, o WGA ou Windows Genuine Advantages (Em português: Vantagens do Windows Original). Somente os usuários (utilizadores) com uma versão devidamente legalizada do Windows XP podem instalá-lo em seu sistema.

## Windows Media Player 12
O Windows Media Player 12 é a versão mais recente criada pela Microsoft, que vem instalado no Windows 7, Windows 8, Windows 8.1 e Windows 10, não sendo compatível com o Windows Vista e Windows XP.
Ele está incluso por padrão no Windows 7 e Windows 8/8.1  desde a compilação (build) 6801, ou ainda Milestone 3, e foi apresentado em Outubro de 2008 pela Professional Developers Conference 2008 (ou simplesmente PDC 2008) como parte do futuro sistema operacional.
Tem suporte nativo para H.264, XviD e vídeo DivX, bem como para AAC áudio. A Microsoft anunciou recentemente o suporte no Windows Media Player 12 para o formato de arquivo .mov, que foi incluído no candidato a lançamento (ou Release Candidate, ou ainda compilação 7100) do Windows 7. O Editor de Marca Avançado (ID3 tag editor), que permite aos usuários editar informações sobre um arquivo WMA ou MP3, foi removido, mas é possível editar essas informações diretamente pelo Windows Explorer do Windows 7 - edição de atributos de mídia no painel de detalhes. O "modo festa" do Media Player no Windows Vista foi removido no Windows 7.
Também nota-se que houve mudanças significativas na interface de usuário. O modo "Em execução", presente como aba desde o Windows Media Player 8, foi transformado no botão "Alternar para 'em execução' ". A biblioteca agora é a interface padrão, e as sessões "Reproduzir", "Gravar" e "Sincronizar" mudaram de lugar e têm comportamento diferente. O tema visual foi mudado: era preto na versão para Windows XP; Transparente, na versão para Windows Vista; e é branco no Windows 7.
Finalmente, no modo "Em execução", para a reprodução de vídeo, os botões de controle ficam escondidos, quando o usuário não precisa utilizá-los.

## Versões lançadas do Windows Media Player
| Versão                                            | Lançamento original                                                 | Última build                                                     | Sistema operacional compatível                                                | Codename                    |
| Microsoft Windows                                 | Microsoft Windows                                                   | Microsoft Windows                                                | Microsoft Windows                                                             | Microsoft Windows           |
| ------------------------------------------------- | ------------------------------------------------------------------- | ---------------------------------------------------------------- | ----------------------------------------------------------------------------- | --------------------------- |
| Windows Media Player 12                           | 22 de Outubro de 2009                                               | 12.0.18362.207 ( windows 10 ) 12.0.9200.16384 12.0.7601.17514    | Windows 10 Windows 8 Windows Server 2008 R2 Windows 7                         |                             |
| Windows Media Player 11                           | 30 de Outubro de 2006                                               | 11.0.6002.18311 (Vista) 11.0.5721.5268 (XP)                      | Windows Server 2008 Windows Vista Windows XP SP2 & SP3 Windows XP x64 Edition | Aurora (Vista) Polaris (XP) |
| Windows Media Player 10                           | 12 de Outubro de 2004                                               | 10.00.00.4074                                                    | Windows Server 2003 SP2 Windows XP Windows XP x64 Edition                     | Crescent                    |
| Windows Media Player 9 Series                     | 27 de Janeiro de 2003                                               | 9.00.00.4507 (XP) 9.00.00.3364 (2000) 9.00.00.2991 (Server 2003) | Windows XP Windows Me Windows 2000 Windows 98 SE                              | Corona                      |
| Windows Media Player for Windows XP (Versão 8)    | 25 de Outubro de 2001                                               | 8.0.0.4477                                                       | Windows XP                                                                    |                             |
| Windows Media Player 7.1                          | 16 de Maio de 2001                                                  | 7.1                                                              | Windows Me Windows 2000 Windows 98                                            |                             |
| Windows Media Player 7.0                          | 17 de Julho de 2000 (2000 e 98) 14 de Setembro de 2000 (Me)         | 7.0                                                              | Windows Me Windows 2000 Windows 98                                            |                             |
| Windows Media Player 6.4 (mplayer2 for XP e 2000) | 22 de Novembro de 1999                                              | 6.4.09.1130 (XP) 6.4.09.1129 (2000) 6.4.09.1125 (Server 2003)    | Windows XP Windows Me Windows 2000 Windows 98 Windows NT 4.0 Windows 95       |                             |
| Windows Media Player 6.1                          | 25 de Junho de 1998                                                 |                                                                  | Windows 98 Windows 95                                                         |                             |
| Windows CE/Windows Mobile                         |                                                                     |                                                                  |                                                                               |                             |
| Windows Media Player 10.3 Mobile                  | 12 de Fevereiro de 2007 (6)                                         |                                                                  | Windows Mobile 6.1 Windows Mobile 6 Windows Mobile 5                          |                             |
| Windows Media Player 10.2 Mobile                  |                                                                     |                                                                  | Windows Mobile 5.0                                                            |                             |
| Windows Media Player 10.1 Mobile                  | 10 de Maio de 2005                                                  |                                                                  | Windows Mobile 5.0                                                            |                             |
| Windows Media Player 10 Mobile                    | 12 de Outubro de 2004                                               |                                                                  | Windows Mobile 2003 SE                                                        |                             |
| Windows Media Player 9.0.1                        | 24 de Março de 2004                                                 |                                                                  | Windows Mobile 2003 SE                                                        |                             |
| Windows Media Player 9 Series                     | 23 de Junho de 2003                                                 |                                                                  | Windows Mobile 2003                                                           | Corona                      |
| Windows Media Player 8.5                          | 11 de Outubro de 2002                                               |                                                                  | Pocket PC 2002                                                                |                             |
| Windows Media Player 8.01                         | Julho de 2002                                                       |                                                                  | Pocket PC 2002                                                                |                             |
| Windows Media Player 8                            | 4 de Outubro de 2001 (Pocket PC) 5 de Dezembro de 2001 (Smartphone) |                                                                  | Pocket PC 2002 Smartphone 2002                                                |                             |
| Windows Media Player 7.1                          | 21 de Maio de 2001                                                  |                                                                  | Pocket PC 2000                                                                |                             |
| Windows Media Player 7                            | 12 de Dezembro de 2000                                              |                                                                  | Pocket PC 2000                                                                |                             |
| Windows Media Player 1.2                          | 7 de Setembro de 2000                                               |                                                                  | Handheld PC 2000                                                              |                             |
| Windows Media Player 1.1                          |                                                                     |                                                                  | Palm-size PC CE 2.11                                                          |                             |
| Windows Media Player                              | 19 de Abril de 2000                                                 |                                                                  | Pocket PC 2000                                                                |                             |
| Mac                                               |                                                                     |                                                                  |                                                                               |                             |
| Windows Media Player 9 Series                     | 7 de Novembro de 2003                                               |                                                                  | Mac OS X                                                                      | Corona                      |
| Windows Media Player 7                            | 24 de Julho de 2001                                                 | 7.0.1                                                            | Mac OS 9 Mac OS 8                                                             |                             |
| Windows Media Player 6.3                          | 17 de Julho de 2000                                                 |                                                                  | Mac OS 8 Mac OS 7                                                             |                             |
| Solaris                                           |                                                                     |                                                                  |                                                                               |                             |
| Windows Media Player 6.3                          | 17 de Julho de 2000                                                 |                                                                  | Solaris                                                                       |                             |